# Rudolph Simonsen
Pour les articles homonymes, voir Simonsen.
Rudolph Simonsen est un compositeur, historien de la musique et pédagogue danois, né à Copenhague le 30 avril 1889 et décédé dans cette ville le 28 mars 1947. 

## Biographie
Rudolph Simonsen a fait ses études à l'Académie royale danoise de musique de 1907 à 1909. Il a étudié le piano avec Agnes Adler et la théorie avec Otto Malling. Il a perfectionné sa technique de piano avec Teresa Carreño et Anders Rachlew. Il a par ailleurs obtenu en 1912 un diplôme de droit à l'Université de Copenhaque. Il devient enseignant au Conservatoire de Copenhague en 1916, et en 1931, en a été nommé directeur, prenant la suite de Carl Nielsen.
En 1928, Rudolph Simonsen a obtenu une médaille de bronze aux Jeux Olympiques dans la compétition des arts avec sa Symphonie no 2 Hellas. Il fut le seul compositeur à recevoir un prix dans la catégorie musique.

## Œuvres
- Ouverture en sol mineur (1910)
- Symphonie n° 1 Zion (Göteborg, le 4 février 1920)
- Symphonie n° 2 Hellas (Berlin, le 23 septembre 1921)
- Symphonie n° 3 Roma (1923, créée à Copenhague le 5 mars 1928)
- Symphonie n° 4 Danmark (1925, créée à Copenhague le 4 avril 1931)
- Concerto pour piano en fa mineur (Copenhague le 15 novembre 1915)
- Quatuor à cordes n° 1 (1923)
- Quatuor à cordes n° 2 (1925)
- Quintette avec piano (1908)
- Quintette avec clarinette (1929)
- Œuvres pour chœur et orchestre

## Écrits
- Musikkultur (Copenhague 1927)
- Musikhistoriske Hovedstrømninger (Copenhague 1930)
- Moderne Musik (1932)
- Alenmenneskelige vaerdier: Plato-Spinoza-Goethe (Copenhague 1940)
- Sub specie æternitatis, musikkulturelle perspektiver  (Copenhague 1941)
- Musikhistorisk Kompendium (Copenhague 1946)